# Voetbal op de Olympische Zomerspelen 2004
Voetbal is een van de sporten die beoefend werden tijdens de Olympische Zomerspelen 2004 in Athene.

## Mannen

### Teams
Teams uit Europa konden zich kwalificeren via het Europees kampioenschap voetbal onder 21 - 2004 in Duitsland.
- Groep A: Griekenland, Mali, Mexico en Zuid-Korea
- Groep B: Ghana, Italië, Japan en Paraguay
- Groep C: Argentinië, Australië, Tunesië en Servië-Montenegro
- Groep D: Costa-Rica, Irak, Marokko, Portugal

### Groepsfase

#### Groep A
| datum       | tijd  | land        |       | land       |
| ----------- | ----- | ----------- | ----- | ---------- |
| 11 augustus | 20:30 | Griekenland | 2 – 2 | Zuid-Korea |
| 11 augustus | 20:30 | Mali        | 0 – 0 | Mexico     |
| 14 augustus | 20:30 | Zuid-Korea  | 1 – 0 | Mexico     |
| 14 augustus | 20:30 | Griekenland | 0 – 2 | Mali       |
| 17 augustus | 20:30 | Zuid-Korea  | 3 – 3 | Mali       |
| 17 augustus | 20:30 | Griekenland | 2 – 3 | Mexico     |

| Rang | Land        | Wed | W | G | V | DV | DT |    | Ptn |
| ---- | ----------- | --- | - | - | - | -- | -- | -- | --- |
| 1    | Mali        | 3   | 1 | 2 | 0 | 5  | 3  | 2  | 5   |
| 2    | Zuid-Korea  | 3   | 1 | 2 | 0 | 6  | 5  | 1  | 5   |
| 3    | Mexico      | 3   | 1 | 1 | 1 | 3  | 3  | 0  | 4   |
| 4    | Griekenland | 3   | 0 | 1 | 2 | 4  | 7  | −3 | 1   |

#### Groep B
| datum       | tijd  | land     |       | land   |
| ----------- | ----- | -------- | ----- | ------ |
| 12 augustus | 20:30 | Paraguay | 4 – 3 | Japan  |
| 12 augustus | 20:30 | Ghana    | 2 – 2 | Italië |
| 15 augustus | 20:30 | Paraguay | 1 – 2 | Ghana  |
| 15 augustus | 20:30 | Japan    | 2 – 3 | Italië |
| 18 augustus | 20:30 | Paraguay | 1 – 0 | Italië |
| 18 augustus | 20:30 | Japan    | 1 – 0 | Ghana  |

| Rang | Land     | Wed | W | G | V | DV | DT |    | Ptn |
| ---- | -------- | --- | - | - | - | -- | -- | -- | --- |
| 1    | Paraguay | 3   | 2 | 0 | 1 | 6  | 5  | 1  | 6   |
| 2    | Italië   | 3   | 1 | 1 | 1 | 5  | 5  | 0  | 4   |
| 3    | Ghana    | 3   | 1 | 1 | 1 | 4  | 4  | 0  | 4   |
| 4    | Japan    | 3   | 1 | 0 | 2 | 6  | 7  | −1 | 3   |

#### Groep C
| datum       | tijd  | land                 |       | land                 |
| ----------- | ----- | -------------------- | ----- | -------------------- |
| 11 augustus | 20:30 | Tunesië              | 1 – 1 | Australië            |
| 11 augustus | 20:30 | Argentinië           | 6 – 0 | Servië en Montenegro |
| 14 augustus | 20:30 | Servië en Montenegro | 1 – 5 | Australië            |
| 14 augustus | 20:30 | Argentinië           | 2 – 0 | Tunesië              |
| 17 augustus | 20:30 | Argentinië           | 1 – 0 | Australië            |
| 17 augustus | 20:30 | Servië en Montenegro | 2 – 3 | Tunesië              |

| Rang | Land                 | Wed | W | G | V | DV | DT |     | Ptn |
| ---- | -------------------- | --- | - | - | - | -- | -- | --- | --- |
| 1    | Argentinië           | 3   | 3 | 0 | 0 | 9  | 0  | 9   | 9   |
| 2    | Australië            | 3   | 1 | 1 | 1 | 6  | 3  | 3   | 4   |
| 3    | Tunesië              | 3   | 1 | 1 | 1 | 4  | 5  | −1  | 4   |
| 4    | Servië en Montenegro | 3   | 0 | 0 | 3 | 3  | 14 | −11 | 0   |

#### Groep D
| datum       | tijd  | land       |       | land     |
| ----------- | ----- | ---------- | ----- | -------- |
| 12 augustus | 20:30 | Costa Rica | 0 – 0 | Marokko  |
| 12 augustus | 20:30 | Irak       | 4 – 2 | Portugal |
| 15 augustus | 20:30 | Costa Rica | 0 – 2 | Irak     |
| 15 augustus | 20:30 | Marokko    | 1 – 2 | Portugal |
| 18 augustus | 20:30 | Costa Rica | 4 – 2 | Portugal |
| 18 augustus | 20:30 | Marokko    | 2 – 1 | Irak     |

| Rang | Land       | Wed | W | G | V | DV | DT |    | Ptn |
| ---- | ---------- | --- | - | - | - | -- | -- | -- | --- |
| 1    | Irak       | 3   | 2 | 0 | 1 | 7  | 4  | 3  | 6   |
| 2    | Costa Rica | 3   | 1 | 1 | 1 | 4  | 4  | 0  | 4   |
| 3    | Marokko    | 3   | 1 | 1 | 1 | 3  | 3  | 0  | 4   |
| 4    | Portugal   | 3   | 1 | 0 | 2 | 6  | 9  | −3 | 3   |

### Kwartfinales
| datum       | tijd  | land       |              | land       |
| ----------- | ----- | ---------- | ------------ | ---------- |
| 21 augustus | 18:00 | Mali       | 0 – 1 (n.v.) | Italië     |
| 21 augustus | 18:00 | Irak       | 1 – 0        | Australië  |
| 21 augustus | 21:00 | Argentinië | 4 – 0        | Costa Rica |
| 21 augustus | 21:00 | Paraguay   | 3 – 2        | Zuid-Korea |

### Halve finales
| datum       | tijd  | land   |       | land       |
| ----------- | ----- | ------ | ----- | ---------- |
| 24 augustus | 18:00 | Italië | 0 – 3 | Argentinië |
| 24 augustus | 21:00 | Irak   | 1 – 3 | Paraguay   |

### Bronzen finale
|                            |              |         |      |                                                                                                 |
| 27 augustus 2004 20:30 OET | Italië       | 1 – 0   | Irak | Kaftanzogliostadion, Thessaloniki Toeschouwers: 5.203 Scheidsrechter: Jorge Larrionda (Uruguay) |
| 27 augustus 2004 20:30 OET | Gilardino 8' | Verslag |      | Kaftanzogliostadion, Thessaloniki Toeschouwers: 5.203 Scheidsrechter: Jorge Larrionda (Uruguay) |

| Italië | Irak |

| Italië:         |    |                    |         |
|                 |    |                    |         |
| GK              | 18 | Ivan Pelizzoli     |         |
| RB              | 14 | Cesare Bovo        |         |
| CB              | 4  | Matteo Ferrari     |         |
| CB              | 13 | Andrea Barzagli    |         |
| LB              | 3  | Emiliano Moretti   | 85'     |
| RM              | 7  | Giampiero Pinzi    | 57' 78' |
| CM              | 8  | Angelo Palombo     | 37'     |
| CM              | 15 | Marco Donadel      | 62'     |
| LM              | 16 | Simone Del Nero    |         |
| AM              | 10 | Andrea Pirlo       |         |
| CF              | 9  | Alberto Gilardino  |         |
| Wisselspelers:  |    |                    |         |
| MF              | 17 | Giandomenico Mesto | 78'     |
| DF              | 2  | Giorgio Chiellini  | 85'     |
| Coach:          |    |                    |         |
| Claudio Gentile |    |                    |         |

| Irak:          |    |                         |     |
|                |    |                         |     |
| GK             | 1  | Noor Sabri              |     |
| RB             | 14 | Haidar Abdul Amir       |     |
| CB             | 4  | Haidar Jabar            |     |
| CB             | 2  | Saad Attiya             |     |
| LB             | 3  | Bassim Abbas            | 81' |
| RW             | 15 | Mahdi Karim             | 57' |
| CM             | 8  | Abdul Wahab Abu Al Hail |     |
| CM             | 13 | Qusai Munir             |     |
| AM             | 6  | Salih Sadir             | 77' |
| LM             | 11 | Hawar Mulla Mohammed    | 84' |
| CF             | 9  | Razzaq Farhan           |     |
| Wisselspelers: |    |                         |     |
| FW             | 7  | Emad Mohammed           | 57' |
| FW             | 10 | Younis Mahmoud          | 77' |
| FW             | 17 | Ahmed Salah             | 84' |
| Coach:         |    |                         |     |
| Adnan Hamad    |    |                         |     |

### Finale
|                            |            |         |          |                                                                                             |
| 28 augustus 2004 10:00 OET | Argentinië | 1 – 0   | Paraguay | Olympisch Stadion, Athene Toeschouwers: 41.116 Scheidsrechter: Kyros Vassaras (Griekenland) |
| 28 augustus 2004 10:00 OET | Tévez 18'  | Verslag |          | Olympisch Stadion, Athene Toeschouwers: 41.116 Scheidsrechter: Kyros Vassaras (Griekenland) |

| Argentinië | Paraguay |

| Argentinië:    |    |                     |     |
|                |    |                     |     |
| GK             | 18 | Germán Lux          |     |
| RB             | 2  | Roberto Ayala       |     |
| CB             | 4  | Fabricio Coloccini  |     |
| LB             | 6  | Gabriel Heinze      |     |
| CM             | 16 | Lucho González      |     |
| DM             | 5  | Javier Mascherano   |     |
| CM             | 11 | Kily González       | 48' |
| AM             | 15 | Andrés D'Alessandro |     |
| RW             | 12 | Mauro Rosales       |     |
| CF             | 10 | Carlos Tévez        |     |
| LW             | 8  | César Delgado       | 76' |
| Wisselspelers: |    |                     |     |
| DF             | 14 | Clemente Rodríguez  | 76' |
| Coach:         |    |                     |     |
| Marcelo Bielsa |    |                     |     |

| Paraguay:      |    |                    |         |
|                |    |                    |         |
| GK             | 18 | Diego Barreto      |         |
| RB             | 2  | Emilio Martínez    | 66'     |
| CB             | 3  | Julio Manzur       | 37'     |
| CB             | 4  | Carlos Gamarra     | 30'     |
| LB             | 6  | Celso Esquivel     | 45' 76' |
| RM             | 13 | Julio César Enciso | 63'     |
| CM             | 8  | Édgar Barreto      | 72'     |
| CM             | 10 | Diego Figueredo    | 65' 82' |
| LM             | 11 | Aureliano Torres   | 72'     |
| CF             | 7  | Pablo Giménez      |         |
| CF             | 9  | Fredy Bareiro      |         |
| Wisselspelers: |    |                    |         |
| FW             | 16 | Osvaldo Díaz       | 63'     |
| FW             | 15 | Ernesto Cristaldo  | 72'     |
| MF             | 14 | Julio González     | 76' 87' |
| Coach:         |    |                    |         |
| Carlos Jara    |    |                    |         |

### Eindrangschikking
| Goud | Zilver | Brons |
| Argentinië German Lux Wilfredo Caballero Roberto Ayala Fabricio Coloccini Gabriel Heinze Clemente Rodríguez Leandro Fernández Javier Mascherano Cristian 'Kily' González Andrés D'Alessandro Luis González Nicolás Medina César Delgado Carlos Tévez Mauro Rosales Javier Saviola Mariano González Luciano Figueroa Bondscoach: Marcelo Bielsa | Paraguay Rodrigo Romero Emilio Martínez Julio Manzur Carlos Gamarra José Devaca Celso Esquivel Pablo Gimenez Édgar Barreto Fredy Barreiro Diego Figueredo Aureliano Torres Pedro Benítez Julio César Enciso Julio González Ernesto Cristaldo Osvaldo Díaz José Cardozo Diego Barreto Bondscoach: Carlos Jara Saguier | Italië Ivan Pelizzoli Marco Amelia Emiliano Moretti Matteo Ferrari Andrea Barzagli Cesare Bovo Giorgio Chiellini Daniele Bonera Giampiero Pinzi Angelo Palombo Andrea Pirlo Daniele De Rossi Marco Donadel Alberto Gilardino Simone Del Nero Giuseppe Sculli Andrea Gasbarroni Giandomenico Mesto Bondscoach: Claudio Gentile |

## Vrouwen

### Teams
Groep E: Japan, Nigeria en Zweden

Groep F: China, Duitsland en Mexico

Groep G: Australië, Brazilië, Griekenland en Verenigde Staten

### Groepsfase

#### Groep E
| datum       | tijd  | land   |       | land    |
| ----------- | ----- | ------ | ----- | ------- |
| 11 augustus | 18:00 | Zweden | 0 – 1 | Japan   |
| 14 augustus | 18:00 | Japan  | 0 – 1 | Nigeria |
| 17 augustus | 18:00 | Zweden | 2 – 1 | Nigeria |

| Rang | Land    | Wed | W | G | V | DV | DT |   | Ptn |
| ---- | ------- | --- | - | - | - | -- | -- | - | --- |
| 1    | Zweden  | 2   | 1 | 0 | 1 | 2  | 2  | 0 | 3   |
| 2    | Nigeria | 2   | 1 | 0 | 1 | 2  | 2  | 0 | 3   |
| 3    | Japan   | 2   | 1 | 0 | 1 | 1  | 1  | 0 | 3   |

#### Groep F
| datum       | tijd  | land      |       | land   |
| ----------- | ----- | --------- | ----- | ------ |
| 11 augustus | 18:00 | Duitsland | 8 – 0 | China  |
| 14 augustus | 18:00 | China     | 1 – 1 | Mexico |
| 17 augustus | 18:00 | Duitsland | 2 – 0 | Mexico |

| Rang | Land      | Wed | W | G | V | DV | DT |    | Ptn |
| ---- | --------- | --- | - | - | - | -- | -- | -- | --- |
| 1    | Duitsland | 2   | 2 | 0 | 0 | 10 | 0  | 10 | 6   |
| 2    | Mexico    | 2   | 0 | 1 | 1 | 1  | 3  | −2 | 1   |
| 3    | China     | 2   | 0 | 1 | 1 | 1  | 9  | −8 | 1   |

#### Groep G
| datum       | tijd  | land             |       | land             |
| ----------- | ----- | ---------------- | ----- | ---------------- |
| 11 augustus | 18:00 | Griekenland      | 0 – 3 | Verenigde Staten |
| 11 augustus | 18:00 | Brazilië         | 1 – 0 | Australië        |
| 14 augustus | 18:00 | Griekenland      | 0 – 1 | Australië        |
| 14 augustus | 18:00 | Verenigde Staten | 2 – 0 | Brazilië         |
| 17 augustus | 18:00 | Griekenland      | 0 – 7 | Brazilië         |
| 17 augustus | 18:00 | Verenigde Staten | 1 – 1 | Australië        |

| Rang | Land             | Wed | W | G | V | DV | DT |     | Ptn |
| ---- | ---------------- | --- | - | - | - | -- | -- | --- | --- |
| 1    | Verenigde Staten | 3   | 2 | 1 | 0 | 6  | 1  | 5   | 7   |
| 2    | Brazilië         | 3   | 2 | 0 | 1 | 8  | 2  | 6   | 6   |
| 3    | Australië        | 3   | 1 | 1 | 1 | 2  | 2  | 0   | 4   |
| 4    | Griekenland      | 3   | 0 | 0 | 3 | 0  | 11 | −11 | 0   |

### Kwartfinales
| datum       | tijd  | land             |       | land      |
| ----------- | ----- | ---------------- | ----- | --------- |
| 20 augustus | 18:00 | Duitsland        | 2 – 1 | Nigeria   |
| 20 augustus | 18:00 | Verenigde Staten | 2 – 1 | Japan     |
| 20 augustus | 21:00 | Mexico           | 0 – 5 | Brazilië  |
| 20 augustus | 21:00 | Zweden           | 2 – 1 | Australië |

### Halve finales
| datum       | tijd  | land             |              | land      |
| ----------- | ----- | ---------------- | ------------ | --------- |
| 23 augustus | 18:00 | Verenigde Staten | 2 – 1 (n.v.) | Duitsland |
| 23 augustus | 21:00 | Zweden           | 0 – 1        | Brazilië  |

### Bronzen finale
| datum       | tijd  | land      |       | land   |
| ----------- | ----- | --------- | ----- | ------ |
| 26 augustus | 18:00 | Duitsland | 1 – 0 | Zweden |

### Finale
| datum       | tijd  | land             |              | land     |
| ----------- | ----- | ---------------- | ------------ | -------- |
| 26 augustus | 21:00 | Verenigde Staten | 2 – 1 (n.v.) | Brazilië |

### Eindrangschikking
| Goud | Zilver | Brons |
| Verenigde Staten Briana Scurry Heather Mitts Christie Rampone Cat Reddick Lindsay Tarpley Brandi Chastain Shannon Boxx Angela Hucles Mia Hamm Aly Wagner Julie Foudy Cindy Parlow Kristine Lilly Joy Fawcett Kate Markgraf Abby Wambach Heather O'Reilly Kristin Luckenbill Bondscoach: April Heinrichs | Brazilië Andréia Maravilha Mônica Tânia Juliana Daniela Rosana Renata Costa Aline Formiga Elaine Maycon Pretinha Marta Cristiane Roseli Dayane Grazielle Bondscoach: Renê Simões | Duitsland Silke Rottenberg Kerstin Stegeman Kerstin Garefrekes Steffi Jones Sarah Guenther Viola Odebrecht Pia Wunderlich Petra Wimbersky Birgit Prinz Renate Lingor Martina Müller Navina Omilade Sandra Minnert Isabell Bachor Sonja Fuss Conny Pohlers Ariane Hingst Nadine Angerer Bondscoach: Tina Theune-Meyer |